# Ткаченко Зоя Василівна
Зоя Василівна Ткаченко (1943 — 17 січня 1977, Вінниця) — шоферка Вінницького тролейбуса. Героїчно загинула внаслідок дорожньо-транспортної пригоди, врятувавши життя 120 пасажирів. З усіх сил намагалася відчинити двері, аби пасажири змогли залишити палаючий тролейбус, при цьому сама згоріла заживо.

## Життєпис
У тролейбусне депо прийшла вчитися після десятирічки. Спочатку працювала контролером, а після закінчення школи водіїв почала керувати тролейбусом. За кілька років здобула кваліфікацію водія 1-го класу. За 9-ту п'ятирічку перевезла майже пів мільйона пасажирів. Ударник комуністичної праці 1970 року. Ударник 9-ї п'ятирічки 1975 року. Кавалер ордена Трудової слави 3-го ступеня 1975 року. Займалася парашутним спортом.
На момент аварії їй було 33 роки, залишилися чоловік, 13-річний син Віталій та 4-річна донька Ганна.

## Аварія
Тролейбус № 107, яким керувала Зоя Ткаченко, йшов маршрутом  підшипникового до інструментального заводу. Перетнув перехрестя вулиць Островського (Брацлавська) і Привокзальної та влився в транспортний потік, потім проїхав повз залізничний міст. На вулиці Лебединського тролейбус раптово загальмував і внаслідок ожеледиці його занесло на зустрічну вантажівку. Передньою частиною тролейбус вдарився в її бензобак. Обидва транспортні засоби загорілися через пошкодження бензобаку. Лобове скло тролейбуса розбилося і в обличчя Зої Ткаченко вдарив струмінь палаючої рідини. До того, як кабіну водія охопило полум'я, вона встигла тумблером відкрити задні та середні двері й прокричати «Виходьте швидше», але до кнопки передніх дверей не дотягнулася. Жоден зі 120 пасажирів не постраждав. Аварія сталася о 15 годині 10 хвилин, незадовго до кінця робочої зміни.
Пізніше син героїні в інтерв'ю про її подвиг заявив: «Вона козачкою була по матері і по батькові, напевно вона могла таке зробити, бо це в козаків в роду — загинути за друга свого».

## Пам'ять

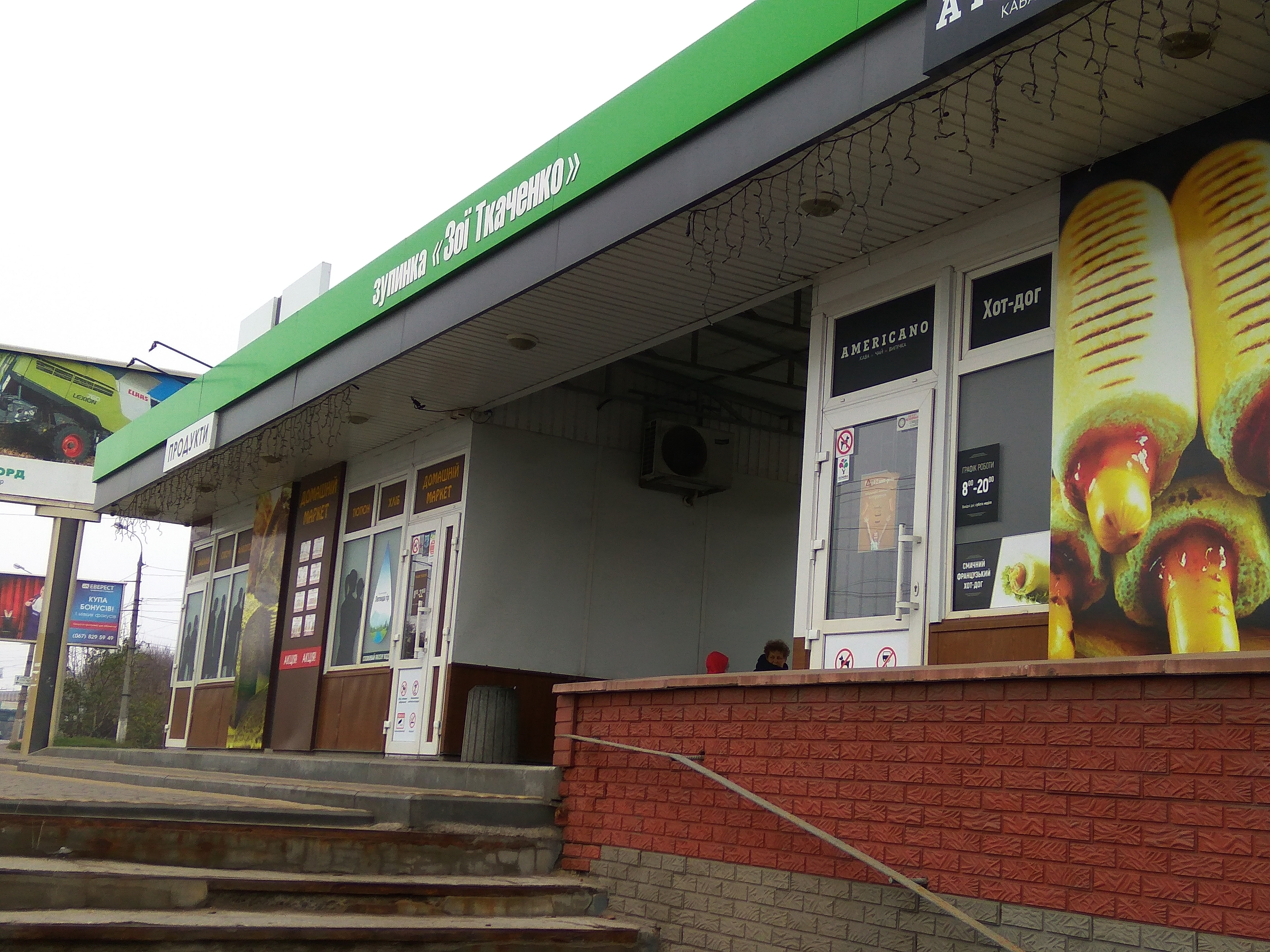
Зупинка імені Зої Ткаченко у Вінниці

Розпорядженням Вінницького міськвиконкому від 10 жовтня 1988 року тролейбусну зупинку «Насіннєвий завод» перейменовано на «Імені Зої Ткаченко». На ній встановили меморіальну дошку. Її ім'я навічно занесли до списку ветеранів трамвайно-тролейбусного управління Вінниці. Їй присвячено окремий стенд у музеї ТТУ.
Щорічно 17 січня працівники трамвайно-тролейбусного управління відвідують могилу Зої Ткаченко та несуть квіти, оскільки саме квітами Зоя Ткаченко за власною ініціативою прикрашала на той час територію нового тролейбусного депо.
Посмертно нагороджена відзнакою Вінницького міського голови «За честь і мужність».